# DK웍스
DK웍스는 중소기업의 제품 개발 지원을 디자인·제품·홍보 등에 걸쳐 기업 맞춤형으로 지원하는 사업이자, 이를 추진하기 위해 한국디자인진흥원이 사용하는 사업 브랜드 명칭이다.
원활한 DK웍스 사업 전개를 위해 한국디자인진흥원은 2019년 6월 서울디지털국가산업단지 G밸리(서울시 금천구 디지털로9길 90)에 ‘디자인주도 제조혁신센터’를 개소한 데에 이어 2020년 10월 경남 창원 스마트산업단지 내에 디자인주도 제조혁신센터를 추가로 개소했다. 또, 반월-시화 산업단지에도 새로운 센터 구축이 확정된 상태이다.
DK웍스는 디자인주도 제조혁신센터 이외에도 '스타일테크 DK웍스' 운영을 통해 4차 산업혁명 기술을 스타일 분야에 접목 시켜 새로운 가치를 창출하려는 기업들을 지원하고 있다.

## 디자인주도 제조혁신센터(G밸리)

### 목적
중소기업의 신상품 개발에 대한 위험부담을 감소시키고, 산업단지 내 제조기업의 자체 상품 개발 역량을 강화시키며, 디자인 혁신 대표 기업을 육성하고자 만들어졌다.

### 지원
디자인주도 제품혁신센터는 11개 분야 9000여개 소재 샘플을 구비한 CFM 쇼룸과 MBC+에서 운영하는 스마트스튜디오(홍보영상 및 제품 촬영실, 편집실), 디지털디자인실 등이 갖춰져 있다. 여기서는 상품 기획과 디자인·설계, 홍보 등 디자인 관련 서비스를 이용할 수 있다.
- CMF쇼룸 : 제품개발의 중요한 요소인 CMF(Color, Material, Finishing) 관련 콘텐츠를 다루는 공간으로 다양한 디자인소재 정보를 제공하며 CMF컨설팅, 트렌드 세미나 등 기업지원을 진행한다.
- 스마트 스튜디오 : 소비자들에게 제품에 대한 흥미를 효과적으로 불러일으키기 위한 영상 및 사진 홍보물을 제작할 수 있는 디지털 복합 스튜디오로, 제품 촬영에 특화된 기업형 원스탑 홍보 서비스 공간이다. 스튜디오에서는 첨단 장비를 이용할 수 있을 뿐만 아니라 제품 촬영에 익숙하지 않은 기업을 위해 전문가가 상주해 도움을 주고 있어 품질이 우수한 제품 촬영 결과물을 얻을 수 있다.[3]
- 원스톱 지원 : 동 건물에 함께 입주해있는 ‘GCAMP 메이커스페이스’로부터는 설계 및 시제품 제작 지원을 받을 수 있으며, ‘특허청 지식재산센터’로부터는 신제품 및 디자인의 지식재산권 보호를 위한 컨설팅 및 지원을 받을 수 있다.[4]
- FIVE-UP Innovation : 기업을 세분화하여 수요맞춤형 지원책을 제시한다.

| 구분         | 대상                                               | 지원 내용 |
| ------------ | -------------------------------------------------- | --- |
| 1UP Touch-up |                                                    | - 기업 내부 역량 진단 컨설팅 - 디자인 인식개선 교육 및 워크숍 프로그램 지원 (디자인전문회사 컨설팅 교육 포함) |
| 2UP Value-up | 완성품 제조 중소기업                               | - 제품의 디자인개선 및 신상품 개발 - CMF 적용디자인 개선 및 샘플 제작                                         |
| 3UP Scale-up | 부품 소재 제조 중소기업                            | - 기업의 부품소재를 적용한 신상품 개발 - 융합 아이디어 발굴 및 제품 디자인개발 지원                           |
| 4UP Build-up | 뿌리기술 보유 중소기업                             | - 뿌리기술 공정을 기반으로 자체 상품 개발 - 상품 아이디어 발굴 및 디자인 개발 지원                            |
| 5UP Smart-up | 개발된 제품의 성과 확산을 위한 홍모 및 마케팅 지원 | - 기업 네트워킹 포럼 - 홍보촬영, 모델링 등 장비 지원                                                          |